# Tarquinia
Tarquinia, tidligere kaldet Corneto, er en by i provinsen Viterbo i regionen Lazio, Italien, som var en etruskisk by i oldtiden. De tidligste arkæologiske fund stammer fra 800-tallet f.Kr. Byen fik sit nuværende navn i 1922, hvor den blev opkaldt efter den antikke by Tarquinii (etruskisk Tarchnal).
Byen er specielt kendt for de Etruskiske grave, udbredte nekropolis og kirkegårde som den ligger på. Den blev udpeget som UNESCO verdensarvssted i 2004.

## Historie
Tarquinii var en blomstrende by allerede da Demaratos af Korinth hentede græske håndverkere til stedet. Byen var den største af de tolv byer i Etrurien og optrådte i den tidligste historie om Rom som hjemsted for to af Roms konger, Tarquinius Priscus og Tarquinius Superbus. Der er stor sandsynlighed for, at de etruskiske traditioner og kulturen i Tarquinii er oprindelsen for har mange af de religiøse ritualer og ceremonier i Rom, og selv i kejsertiden fortsatte en kreds af 60 haruspicer at eksistere her. Befolkningen i Tarquinii og Veii forsøgte at genindsætte Tarquinius Superbus på tronen efter at han var blevet væltet.
I år 358 f.Kr. tog borgerne i Tarquinii 307 romerske soldater til fange og dræbte dem. Krigen som fulgte blev afsluttet i år 351 med en fred der varede i 40 år, fornyet for en tilsvarende periode i 308 f.Kr. Hvornår Tarquinii kom helt under romersk styre er usikkert, også dato for hvornår den blev en kommune; i år 181 f.Kr. blev byens havn Graviscæ (moderniseret til Porto Clementino) en romersk koloni. Den eksporterede vin og drev med koralfiskeri.

## Eksterne kilder og henvisninger
1. ↑  demo.istat.it (fra Wikidata).

- Wikimedia Commons har flere filer relateret til Tarquinia
- Etruscan Necropolises of Cerveteri and Tarquinia på whc.unesco.org